# ウォルター・クライスラー
ウォルター・パーシー・クライスラー（英語：Walter Percy Chrysler、1875年4月2日 - 1940年8月18日）は、アメリカ合衆国の実業家。クライスラー社の創業者である。

## 経歴

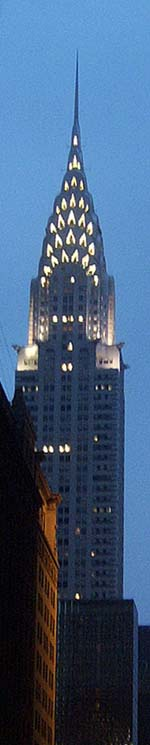
クライスラー・ビルディング（2005年6月11日）

1875年4月2日にカンザス州ウェイミーゴウに誕生した。父はカナダのチャタム出身のドイツ・オランダ系で、母はミズーリ州出身のドイツ系である。
クライスラーの自動車業界での経歴は、アメリカン・ロコモティブ社（アメリカ機関会社：ALCO）が自動車産業への参入を決定したときに始まる。当時、ALCO社は多様化の一環として自動車製造に参入した。ヴァンダービルト杯で優勝するなどレースでは強かったが、販売には結びつかなかった。クライスラーはその当時工場長を務めていたが、ALCOが自動車業界からの撤退を決定する2年前の1911年にビュイック自動車会社に移った。
1919年にビュイックの社長を辞任し、ゼネラルモーターズの副社長となり、1921年にマックスウェル自動車会社の株式を大量に取得した。1925年にマックスウェルとチャーマーズを統合し、自らの名を冠したクライスラー社を創業した。1928年にはプリムスとデ・ソートの両ブランドを設立した。同年にタイム誌の「今年の人」に選ばれた。
1929年にダッジ社を買収し、ビッグスリーの一角に成長した。第二次世界大戦前には高い技術力でゼネラルモーターズに次ぐ第2位の座に着いたこともある。また超高層ビル建設に融資し、ニューヨークのマンハッタン島にクライスラー・ビルディングが建設された。著書に自叙伝である「ザ・ライフ・オブ・アン・アメリカン・ワークマン（アメリカ人労働者の一生）」がある。

## 死去
1940年8月18日にその生涯を終え、現在はスリーピー・ホロウ共同墓地に眠っている。1967年に自動車殿堂入りした。

## 死去後のクライスラー
この後のクライスラー社は、1987年にジープとイーグルの両ブランドをアメリカン・モーターズから買収し、ビッグスリーの一角ではあり続けたものの、1998年にドイツのダイムラー・ベンツによって事実上吸収合併され、ダイムラー・クライスラーが誕生する。
しかし、2007年に合併は解消され、クライスラー部門はサーベラス・キャピタル・マネジメントに売却された。2009年4月30日にニューヨーク州で連邦倒産法第11章の適用を申請して破産し、以後はフィアットグループ傘下でのブランド再建を目指す。

## その他
フリーメイソンの会員であった。